# Stagflacja
Stagflacja (ang. stagflation, stagnacja + inflacja) – zjawisko makroekonomiczne, polegające na jednoczesnym występowaniu w gospodarce danego państwa zarówno znaczącej inflacji, jak i stagnacji gospodarczej (inflacja zwykle wiąże się z fazą wzrostu w cyklu koniunkturalnym). Przyczyn tego zjawiska upatruje się w negatywnym szoku podażowym, który powoduje zarówno wzrost cen, jak też i ograniczenie produkcji.
Pojęcie pojawiło się w roku 1965 podczas przemówienia brytyjskiego polityka Iana Macleoda w Parlamencie, aczkolwiek zyskało na znaczeniu od czasów pierwszego kryzysu naftowego. Wzrost cen energii, który ówcześnie nastąpił, jest tradycyjnie podawany jako jedna z przyczyn tego zjawiska. W ostatnich latach na znaczeniu zyskuje również ryzyko nagłego schłodzenia gospodarek, na skutek pęknięcia baniek spekulacyjnych na rynku nieruchomości czy giełdowym.
Walka ze stagflacją jest utrudniona, gdyż bank centralny powinien z jednej strony zaostrzać politykę pieniężną, by walczyć z inflacją, z drugiej zaś strony ją łagodzić, by ograniczyć skutki spadającego tempa wzrostu gospodarczego.
Stagflacja stoi w sprzeczności z teorią opartą na tzw. krzywej Phillipsa. Zwolennicy tej teorii twierdzą, że istnieje wymienność pomiędzy stopą bezrobocia i wielkością inflacji (by uzyskać niską inflację musimy zaakceptować większe bezrobocie i vice versa).

## Wyjaśnienie stagflacji
Jeden ze znanych przypadków stagflacji miał miejsce w USA w latach 1974–1975. W marcu 1975 produkcja przemysłowa w tym kraju spadła o prawie 13%, przy jednoczesnym rocznym wzroście wskaźnika cen towarów i usług konsumpcyjnych (CPI) o około 12%. Z kolei w roku 1979 odnotowano duży spadek aktywności gospodarczej połączony z gwałtownie rosnącą inflacją. Do grudnia tego roku roczny wzrost produkcji przemysłowej spadł niemal do zera, podczas gdy wzrost indeksu CPI wyniósł ponad 13%.
Rósł także wskaźnik bezrobocia – od niecałych 4% do nieco ponad 6% do końca 1970 roku; spadło ono co prawda do 5% w 1973, lecz następnie gwałtownie wzrosło – aż do 9% w połowie 1975 (była to najwyższa stopa bezrobocia w USA od czasów wielkiego kryzysu). Wskaźnik ten utrzymał się powyżej normalnego poziomu przez dwie następne dekady, a przez 10 miesięcy na przełomie 1982 i 1983 odnotowano nawet dwucyfrową stopę bezrobocia.

## Wcześniejsze spojrzenie na stagflację
Pojawienie się stagflacji w latach 70. XX wieku było sporym zaskoczeniem dla większości ekonomistów głównego nurtu. Do tej pory utrzymywali oni bowiem, że spadkowi realnego wzrostu gospodarczego i wzrostowi bezrobocia powinien towarzyszyć spadek inflacji, co stanęło w sprzeczności z danymi napływającymi z gospodarki amerykańskiej. Zgodnie z wówczas przyjętym poglądem, między inflacją a bezrobociem istnieje wymienność na zasadzie opisywanej przez krzywą Phillipsa. Stanowisko to miało duże znaczenie praktyczne dla stosowanej wówczas polityki pieniężnej. Gdy bank centralny wpływa na wzrost gospodarczy za pomocą narzędzi polityki pieniężnej, to jego ingerencja skutkuje zmianą poziomu inflacji. Jeśli celem rządu byłoby osiągnięcie szybszego wzrostu gospodarczego i mniejszego wskaźnika bezrobocia, to obywatele mogliby spodziewać się wyższej inflacji. Sytuacja ta miała być dowodem na istnienie wspominanej wcześniej wymienności: im niższa stopa bezrobocia, tym wyższy wskaźnik inflacji i na odwrót.
Wydarzenia z lat 70. XX wieku były dużym zaskoczeniem dla większości ekonomistów, którzy zostali zmuszeni do odrzucenia dogmatu wymienności inflacji z bezrobociem.

## Wyjaśnienia Phelpsa i Friedmana
Pod koniec lat 60. XX wieku Edmund S. Phelps oraz Milton Friedman zaczęli kwestionować powszechny pogląd o istniejącej wymienności między bezrobociem i inflacją. Wbrew obowiązującej teorii dowodzili, że wymienność ta w dłuższym okresie nie ma ekonomicznego uzasadnienia. Według nich ekspansywna polityka banku centralnego z czasem prowadzi do zmniejszenia tempa rozwoju gospodarczego i zmniejszenia wartości nabywczej pieniądza, a więc stagflacji.
Zdaniem Phelpsa i Friedmana bank centralny może tak długo sztucznie kreować wzrost gospodarczy, aż uczestnicy rynku nie zorientują się, że nastąpił wzrost podaży pieniądza. Kiedy jednak zaczną dostrzegać większą ilość pieniędzy w gospodarce i oszacują następstwa tego faktu, to wówczas odpowiednio skorygują swoje zachowania rynkowe. W konsekwencji zniknie impuls dla rozwoju gospodarczego wynikający ze zwiększenia podaży pieniądza. Aby temu zapobiec, dla wzmocnienia wzrostu gospodarczego bank centralny musi nieoczekiwanie dla uczestników rynku, zwiększyć znacznie podaż pieniądza („wpompowując” w gospodarkę ilość pieniędzy przekraczającą ich oczekiwania). Jednakże jeśli to zrobi, sytuacja powtórzy się – uczestnicy rynku po jakimś czasie ponownie dostrzegą następstwa działań banku centralnego i znów konsekwentnie zmienią swoje nastawienie. Zatem według tej teorii długoterminowa wymienność inflacji i bezrobocia po prostu nie istnieje.

## Punkt widzenia austriackiej szkoły ekonomii
Ekonomiści szkoły austriackiej twierdzą, że kiedy gospodarka dostaje zastrzyk w postaci pustego pieniądza, zawsze środki docierają do pewnych grup w społeczeństwie w pierwszej kolejności, a w dalszej kolejności do innych, aż dotrze do ostatniej osoby. Zgodnie z teorią szkoły austriackiej prawdziwymi beneficjentami zastrzyku stymulacyjnego są te grupy, do których nowy pieniądz dotrze najwcześniej. Przy określonej liczbie dostępnych na rynku dóbr i usług większa ilość pieniędzy w ich posiadaniu (przy założeniu że popyt na pieniądz pozostał niezmieniony) umożliwia im nabywanie większej ilości towarów, niż miało to miejsce przed zwiększeniem podaży pieniądza. Jest to równoznaczne z tym, że mniej towarów jest dostępnych dla tych grup społecznych, które nie otrzymały jeszcze środków ze zwiększenia ilości pieniędzy w obiegu (patrz Efekt Cantillona).
W oczywisty sposób wpływa to na zmniejszenie – na skutek spadku siły nabywczej – efektywnego popytu tych, do których nowy pieniądz dociera jako ostatni. Fakt zmniejszenia popytu przejawia się we wzroście cen (trzeba wydać więcej pieniędzy na jednostkę dobra bądź usługi), co w konsekwencji jeszcze bardziej zmniejsza siłę nabywczą ostatnich odbiorców zastrzyku pieniądza.
Ekonomiści szkoły austriackiej uznają, że oznacza to, iż wzrost podaży pieniądza nie spowoduje ogólnego realnego wzrostu popytu na dobra i usługi. Efekt ten może być osiągnięty wyłącznie przez zwiększenie produkcji, bowiem przy założeniu ceteris paribus efektywny popyt jednostki jest ograniczony tym, co ona sama jest zdolna wyprodukować i sprzedać. Dlatego ograniczeniem popytu jest produkcja towarów i usług.
Według teorii szkoły austriackiej zależności tej nie da się zlikwidować przy użyciu środków pochodzących z ekspansywnej polityki pieniężnej. Polityka ta ma skutek przeciwny, doprowadzając do obniżenia stopy wzrostu produkcji dóbr i usług. Kreacja pustego pieniądza i wpompowanie go w gospodarkę prowadzi do zmiany naturalnych bodźców kształtujących dystrybucję własności: zamiast do twórców dobrobytu ekonomicznego (tj. producentów dóbr ekonomicznych), trafia ona do właścicieli nowo wykreowanych pieniędzy. Skutkiem tego uczestnicy rynku generujący dobrobyt społeczeństwa zostają pozbawieni części zasobów, co przekłada się na zmniejszenie potencjału dalszego wzrostu gospodarczego.
W opozycji do alternatywnych teorii, szkoła austriacka uznaje, że wprowadzenie pieniądza fiducjarnego na rynek nie tylko nie powoduje realnego wzrostu gospodarczego (i to nawet w krótkim okresie), lecz wręcz go zmniejsza. Ekonomiści szkoły austriackiej podkreślają, że zjawisko to zachodzi niezależnie od oczekiwań uczestników rynku co do wzrostu podaży pieniądza. Dodatkowo działania banku centralnego polegające na luzowaniu polityki pieniężnej nie muszą wywołać ewidentnie widocznej stagflacji. Przykładowo w latach 1948–1969 wskaźnik inflacji oraz stopa bezrobocia były ze sobą negatywnie skorelowane (wzrost inflacji powodował spadek bezrobocia i odwrotnie).
Zgodnie z teorią szkoły austriackiej jest możliwe, że zwiększenie podaży pieniądza przez bank centralny delikatnie wpłynie na wzrost gospodarczy, a inflacja nieco wzrośnie. Ponieważ mimo interwencji banku centralnego ostatecznie gospodarka pozostanie silna, wskaźnik wzrostu produkcji dóbr tylko nieznacznie spadnie. W takim przypadku może się zdarzyć, że stopa bezrobocia utrzyma trend spadkowy, co może prowadzić do błędnych wniosków o wymienności bezrobocia z inflacją.